# کوکائین (ترانه)
کوکائین (انگلیسی: Cocaine) ترانه‌ای از جی‌جی کیل و همچنین بازخوانی شده توسط اریک کلپتون است.